# 러스크

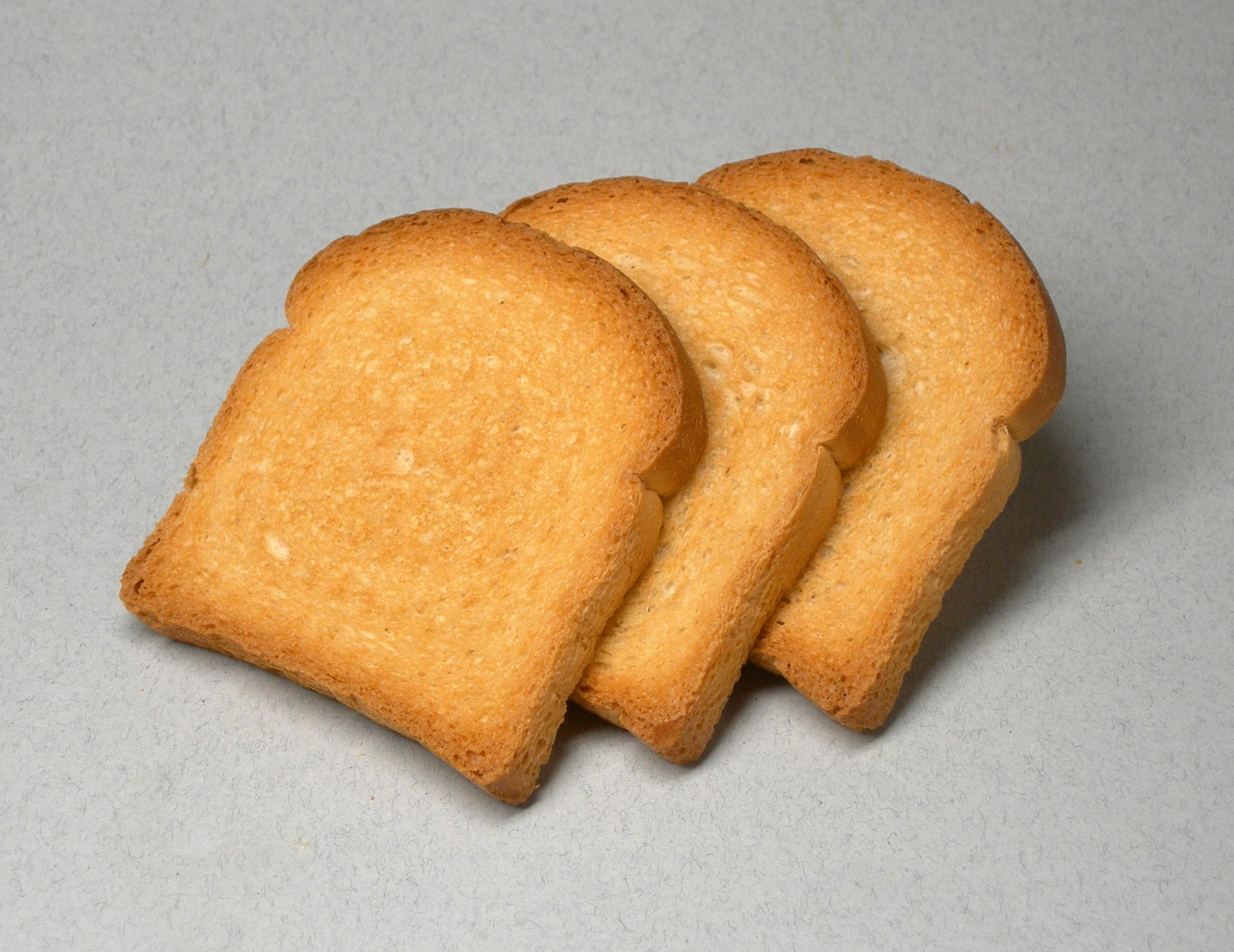
독일의 츠비바크.

러스크(영어: rusk)는 단단하고 건조한 비스켓의 일종으로, 두번 구운 빵을 의미하기도 한다. 식빵 등을 얇게 썰고 겉에 설탕과 달걀 흰자를 섞은 것을 발라 오븐에 구워 낸 과자이다.  딱딱해진 빵을 먹기위해 고안되었다. 한번 더 구워내었기 때문에 바삭한 식감이 있고, 수분 함량이 적기 때문에 저장 가능성도 일반 빵에 비해 높다.

## 같이 보기
- 식빵